# Rita Tushingham

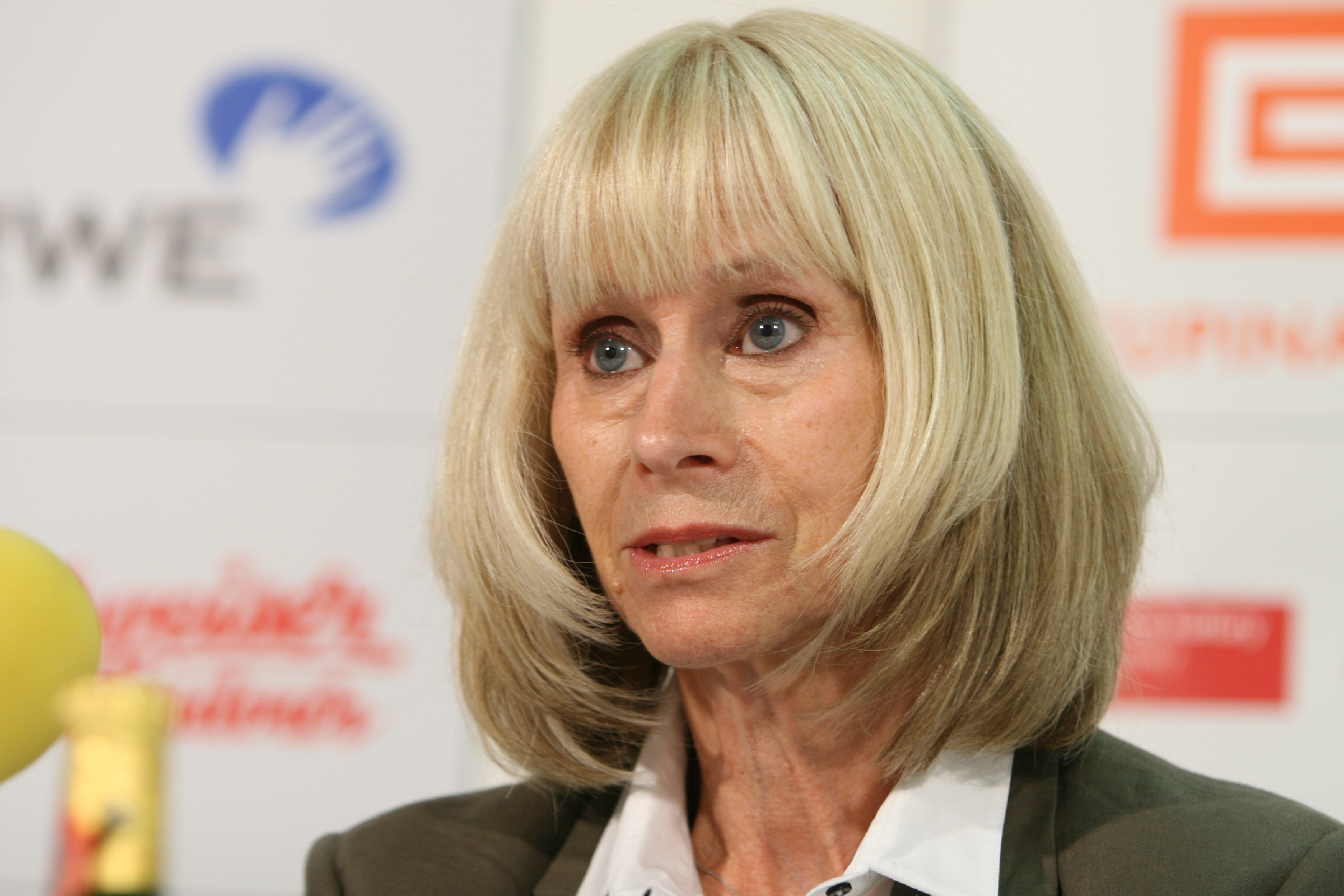
Rita Tushingham la al 43-lea Festival de Film de la Karlovy Vary

Rita Tushingham (n. 14 martie 1942, Merseyside, Anglia, Regatul Unit)  este o actriță de film britanică. Printre cele mai cunoscute filme ale sale se numără Gustul mierii (1961), Băieții în haine de piele (1964), Doctor Jivago (1965) și Capcana.

## Biografie
Rita Tushingham era deja activă în teatrul școlii ei și apoi a urmat cursuri de actorie la Liverpool Playhouse. Și-a făcut debutul profesional pe scenă în orașul ei natal în 1960. În 1961 și-a făcut debutul în film cu Gustul mierii, regizat de Tony Richardson, care i-a adus imediat Premiul pentru Actor la Festivalul de Film de la Cannes 1962, precum și Globul de Aur și Premiile Academiei Britanice de Film pentru cea mai bună tânără actriță. În această dramă britanică al [Noului val britanic, ea a jucat rolul riscant de atunci al unei adolescente sărace care, din plictiseală, intră în aventuri și în cele din urmă rămâne însărcinată.
În special în anii 1960, ea și-a sărbătorit cele mai mari succese și a fost una dintre icoanele cinematografiei britanice la acea vreme. În 1965, ea a apărut în Doctor Jivago în cadrul poveștii filmului ca o simplă muncitoare ale cărei origini sunt învăluite în mister. Un an mai târziu, ea a impresionat într-un rol principal în Capcana alături de Oliver Reed. James Ivory i-a folosit imaginea ca reprezentantă al „Swinging London” pentru filmul său Guru (1969), care analizează evoluțiile din scena muzicală britanică.
În anii 1970, Tushingham era din ce în ce mai puțin solicitată în Anglia, așa că a căutat noi roluri pe continent. A jucat în mai multe comedii italiene și în miniseriale de televiziune în Germania precum Bekenntnisse des Hochstaplers Felix Krull (1982) de Bernhard Sinkel.
Prima ei căsătorie, a fost cu Terence William Bicknell. A locuit în Canada timp de 20 de ani cu al doilea soț, fotograful și regizorul Ousama Rawi, unde au turnat împreună thrillerul Menajera în 1986. În anii 1990, Tushingham a trăit parțial în Anglia și Germania.

## Filmografie selectivă
- 1961 Gustul mierii (A Taste of Honey), regia Tony Richardson
- 1963 Un loc unde să te duci (A Place to Go), regia Basil Dearden
- 1964 Băieții în haine de piele (The Leather Boys), regia Sidney J. Furie
- 1964 Fata cu ochii verzi (Girl with Green Eyes), regia Desmond Davis
- 1965 Șpilul (The Knack... and How to Get It), regia Richard Lester
- 1965 Doctor Jivago (Doctor Zhivago), regia David Lean
- 1966 Capcana (The Trap), regia Sidney Hayers
- 1967 Un timp grozav (Smashing Time), regia Desmond Davis
- 1968 Diamanti a colazione (Diamonds for Breakfast), regia Christopher Morahan
- 1969 Guru (The Guru), regia James Ivory
- 1969 Garsoniera (The Bed-Sitting Room), regia Richard Lester
- 1972 Dă-i înainte până dimineață (Straight on Till Morning), regia Peter Collinson
- 1972 Luger calibro 9 - Massacro per una rapina (Situation), regia Peter Patzak
- 1974 Fischia il sesso, regia Gian Luigi Polidoro
- 1975 Factorul uman (The 'Human' Factor), regia Edward Dmytryk
- 1977 Magia neagră (Gran bollito), regia Mauro Bolognini
- 1977 Pane, burro e marmellata, regia Giorgio Capitani
- 1982 Spaghetti House, regia Giulio Paradisi
- 1986 Menajera (A Judgment in Stone), regia Ousama Rawi
- 1986 Il sogno di Robin (Flying), regia Paul Lynch
- 1989 Înviat din morți (Resurrected), regia Paul Greengrass
- 1989 Hard Days, Hard Nights, regia Horst Konigstein
- 1991 Căsătorie pe hârtie (Papierowe malzenstewo), regia Krzysztof Lang
- 1995 O aventură a dracului de mare (An Awfully Big Adventure), regia Mike Newell
- 1997 Sub piele (Under the Skin), regia Carine Adler
- 2004 Julia: dragoste și răzbunare (Being Julia), regia István Szabó
- 2007 Il nascondiglio, regia Pupi Avati
- 2007 Puffball - L'occhio del diavolo (Puffball), regia Nicolas Roeg
- 2008 Broken Lines, regia Sallie Aprahamian
- 2012 Outsider Bet, regia Sacha Bennett
- 2013 The Wee Man, regia Ray Burdis
- 2017 My Name is Lenny, regia Ron Scalpello
- 2020 The Owners, regia Julius Berg
- 2021 Ultima notte a Soho (Last Night in Soho), regia Edgar Wright